# 14015 Senancour
14015 Senancour è un asteroide della fascia principale. Scoperto nel 1994, presenta un'orbita caratterizzata da un semiasse maggiore pari a 3,1481248 au e da un'eccentricità di 0,0981222, inclinata di 5,96613° rispetto all'eclittica.
L'asteroide è dedicato allo scrittore francese Étienne Pivert de Senancour.